# 6ª Brigata fucilieri motorizzata cosacca delle guardie "Lysyčans'k-M. I. Platov"
La 6ª Brigata autonoma fucilieri motorizzata cosacca delle guardie "Lysyčans'k-M. I. Platov" (in russo 6-я отдельная гвардейская мотострелковая Лисичанская казачья бригада имени М. И. Платова?, 6-ja otdel'naja gvardejskaja motostrelkovaja Lisičanskaja kazač'ja brigada imeni M. I. Platova, unità militare 41624) è un'unità di fanteria meccanizzata delle Forze terrestri russe, subordinata alla 3ª Armata combinata delle guardie del Distretto militare meridionale e con base a Kadiïvka.

## Storia
L'unità è stata inizialmente costituita il 20 luglio 2014 come 1º Reggimento cosacco a partire da distaccamenti di miliziani separatisti dell'area di Sjevjerodonec'k, Lysyčans'k e Stachanov, organizzati sotto il comando di Pavel Drёmov, che avevano preso parte ad alcuni scontri armati con le forze ucraine durante le prime settimane della guerra del Donbass. ll 7 settembre 2014 il reggimento è stato intitolato a Matvej Ivanovič Platov, e il 9 gennaio 2015 è stato riorganizzato come 6º Reggimento fucilieri motorizzato cosacco "M. I. Platov" (unità militare 69647), venendo ufficialmente incluso nella Milizia Popolare della RPL. Ha preso parte alla battaglia di Debal'ceve, contribuendo alla conquista della città. Il 12 dicembre 2015 Pavel Drёmov, comandante del reggimento, è stato ucciso dall'esplosione della sua auto vicino a Pervomajs'k. In seguito il reggimento è stato insignito del titolo di unità delle guardie. Nel 2017 la Federazione Russa ha rifornito il reggimento di equipaggiamento e personale militare proveniente da San Pietroburgo e Murmansk.

### Invasione russa dell'Ucraina
In seguito all'invasione su vasta scala dell'Ucraina da parte della Russia nel febbraio 2022 il reggimento è stato impiegato in combattimento, partecipando alle battaglie per Sjevjerodonec'k e Lysyčans'k insieme alla 4ª e alla 7ª Brigata fucilieri motorizzata della Repubblica Popolare di Lugansk. Durante i combattimenti ha subito pesanti perdite, pari ad almeno 240 morti, e in seguito alla conquista di Lysyčans'k il reggimento è stato quindi ufficialmente intitolato alla città. Alla fine del 2022 il reggimento è stato inserito, come le altre formazioni di milizie del Donbass, nell'esercito regolare russo, venendo subordinato all'8ª Armata combinata ed espanso al rango di brigata.
Nel corso del 2023 l'unità ha continuato a operare nel settore di Sivers'k, effettuando diversi attacchi in direzione di Spirne senza riuscire ad occupare il villaggio. A settembre 2024, dopo essersi scontrata con elementi della 10ª Brigata d'assalto da montagna e della 118ª Brigata di difesa territoriale, ha finalmente conquistato l'insediamento insieme alla 123ª Brigata fucilieri motorizzata. All'inizio di ottobre le due unità hanno subito pesanti perdite nel corso di infruttuosi assalti con l'obiettivo di occupare Verchn'okam'jans'ke e Hryhorivka. Il 16 novembre il comandante della brigata, colonnello Vladimir Polupoltinnych, è stato arrestato nell'ambito di una massiccia epurazione della leadership della 3ª Armata con l'accusa di aver nascosto al comando supremo le perdite e la reale situazione sul campo di battaglia del fronte di Sivers'k, ingannando i propri superiori con false conquiste territoriali.

## Struttura
- Comando di brigata[14]
- 1º Battaglione fucilieri motorizzato
- 2º Battaglione fucilieri motorizzato
- 3º Battaglione fucilieri motorizzato
- Battaglione corazzato (T-80)
- Gruppo d'artiglieria
  - Battaglione artiglieria campale (D-20)
  - Battaglione artiglieria semovente (2S3 Akatsiya)
  - Battaglione artiglieria lanciarazzi (BM-27 Uragan)
- Battaglione artiglieria missilistica contraerei
- Battaglione ricognizione
- Battaglione genio
- Battaglione logistico
- Compagnia cecchini
- Compagnia comunicazioni
- Compagnia manutenzione
- Compagnia medica

## Comandanti
- Pavel Drёmov (2014 - 2015) †[3]
- Colonnello Vladimir Polupoltinnych (2015 - novembre 2024)